# Артнер, Мария Тереза фон
Мария Тереза фон Артнер (нем. Maria Therese von Artner; 18 апреля 1772 — 25 ноября 1829) — австрийская поэтесса XIX века.

## Биография

Briefe über einen theil von Croatien und Italien, 1830

Мария Тереза фон Артнер родилась 19 апреля 1772 года в деревне Шинтау (Šintava) в венгерском комитате Нитра в семье генерала Леопольда фон Артнера и Магдалены фон Артнер. Она стала старшей из пяти дочерей генерала. Тереза получила прекрасное образование и почти в совершенстве владела французским и итальянским языками. Её очень увлекали произведения Фридриха Клопштока и Джона Мильтона и это повлияло на её решение посвятить себя литературе.
После смерти отца она стала жить в столице Австрии городе Вене, но впоследствии переехала к своей подруге Марии Зай в Угоц, потом в Загребе, где и скончалась 25 ноября 1829 года. Она не вышла замуж и не оставила после себя потомков.
Вместе с Марианной Тиль она издала «Feldblumen, auf Ungarns Fluren, gesammelt von Nina und Theone» (2 тома, Иена, 1800; 2-е издание 1812) и под именем Теоны издала — «Neuste Gedichte» (Тюбинген, 1806; увеличенное, Пешт, 1818); затем издала драмы «Stille Grösse» и «Веgenda und Wladimir» (Кашау, 1824) и трагедию «Die That» (2-е изд., Пешт, 1820), служащую первой частью к пьесе Мюльнера «Schuld».
После смерти появились в печати и её письма: «Briefe über Kroatien an Karoline Pichler» (Гальберштадт, 1830).